# Pasi Tauriainen
Pasi Tauriainen (Rovaniemi, 4 oktober 1964) is een voormalig profvoetballer uit Finland, die speelde als middenvelder gedurende zijn carrière. Hij stond onder meer onder contract bij RoPS Rovaniemi en Berchem Sport, en beëindigde zijn actieve loopbaan in 1995 bij HJK Helsinki. Met die club werd hij tweemaal landskampioen.

## Interlandcarrière
Tauriainen kwam in totaal 34 keer uit voor de nationale ploeg van Finland in de periode 1986–1993, en scoorde tweemaal voor zijn vaderland. Hij maakte zijn debuut onder leiding van bondscoach Jukka Vakkila op 6 augustus 1986 in de vriendschappelijke wedstrijd tegen Zweden (3-1 nederlaag) in Helsinki.

## Erelijst
RoPS Rovaniemi
- Suomen Cup

1986
 HJK Helsinki
- Fins landskampioen

1990, 1992
- Suomen Cup

1993
- Liigacup

1994